# A Member of Tattersall's
A Member of Tattersall's è un film muto del 1919 diretto da Albert Ward.

## Produzione
Il film fu prodotto dalla G.B. Samuelson Productions.

## Distribuzione
Distribuito dalla Granger, uscì nelle sale cinematografiche britanniche nell'ottobre 1919.